# Racing Football Club Union Luxembourg
Maillots
Actualités
Le RFCU Luxembourg (Racing Football Club Union Lëtzebuerg en luxembourgeois, forme raccourcie de Racing Football Club Union Luxembourg) est un club de football luxembourgeois, fondé le 12 mai 2005 et basé à Luxembourg-Ville, la capitale du pays. Il évolue en BGL Ligue, la première division luxembourgeoise de football.
Le club est fondé en 2005, à la suite de différentes fusions entre les plus grands clubs de la ville de Luxembourg. Néanmoins, le club est bien différent des autres et ne possède pas le palmarès des anciens clubs de la ville. Seulement trois ans après sa fondation, le Racing termine vice-champion du championnat de BGL Ligue et se qualifie pour la première fois de son histoire à une coupe d'Europe, la Coupe UEFA.
Descendu lors de la saison 2013-2014 en Promotion d'Honneur, le club de la capitale luxembourgeoise remonte immédiatement en terminant vice-champion. Trois ans plus tard, le club obtient le premier trophée de son histoire en remportant la Coupe du Luxembourg face à l'US Hostert, ce titre permet au Racing de se qualifier pour la prochaine édition de la Ligue Europa.
En 2021, le club joue une nouvelle fois l'Europe en disputant pour la première fois de son histoire la Ligue Europa Conférence. Un an après, le Racing obtient sa deuxième Coupe du Luxembourg en battant le F91 Dudelange au Stade de Luxembourg, récemment inauguré.

## Historique

### Fusion et premiers résultats (2005 - 2010)
Le 12 mai 2005, le Racing Football Club Union Luxembourg voit le jour à la suite d'une fusion entre les trois clubs historiques de la ville de Luxembourg ; l'Union Luxembourg, l’Alliance 01 et le CA Spora Luxembourg.
Pour sa première saison en tant que nouveau club, le RFCU Luxembourg participe à la Division d'Honneur lors de la saison 2005-2006. Ces débuts sont difficiles et le club termine à la 7e place au classement lors de la première phase du championnat. La saison suivante le club terminera à la 4e place. Lors de la saison 2007-2008, le Racing-Union termine vice-champion du championnat derrière le F91 Dudelange. Grâce à ce classement le jeune club se qualifie pour la première de son histoire en Coupe UEFA.
La saison suivante sera plus compliquée, le club sera éliminé dès le premier tour préliminaire de la Coupe UEFA 2008-2009 par le Kalmar FF et terminera à la 10e place en championnat (sur 14),. Pour la saison 2009-2010, le Racing-Union termine à la 7e place à un 1 point seulement de la 4e place et d'une qualification européenne.

### Descente et remontée (2010 - 2016)
Les saisons suivantes, le Racing Union va terminer chaque saison en deuxième partie de tableau du championnat du Luxembourg avant d'être relégué en Promotion d'Honneur à l'issue de la saison 2013-2014 après avoir terminé à la dernière place du championnat.
La saison suivante, le club termine à la seconde place et est promue en BGL Ligue. Pour son retour au haut niveau lors de la saison 2015-2016, le club termine à la 8e place.

### Premiers titres (2018 - 2022)
En 2018, le Racing Union remporte le premier titre de son histoire qui est la Coupe du Luxembourg face à l'US Hostert,. Ce titre permet de qualifier le club pour la Ligue Europa 2018-2019 malgré une 7e place au classement général. Pour sa participation à la Ligue Europa, le Racing-Union sera éliminé dès le premier tour par le Viitorul Constanța mais aura obtenue un nul 0-0 en Roumanie,.
Terminant 4e de BGL Ligue à l'issue de la saison 2020-2021, le Racing dispute pour la première fois de son histoire la Ligue Europa Conférence, mais s'incline dès le premier tour face aux Islandais du Breiðablik Kópavogur (cinq buts à deux cumulé),.
En 2022, le Racing Union remporte la seconde Coupe du Luxembourg de son histoire en battant en finale F91 Dudelange (trois buts à deux) pour la première finale de coupe au Stade du Luxembourg depuis son inauguration,,,. Le club de la capitale participe ainsi à la campagne européenne en Ligue Europa Conférence et affronte les Serbes de FK Čukarički (1-4 ; 0-4) lors du deuxième tour de qualification,,,.

### Stabilité (depuis 2022)
Lors des saisons 2022-2023 et 2023-2024, le Racing se stabilise aux 5e et 6e places de la BGL Ligue, affichant une progression notable par rapport aux saisons précédentes. Cependant, en Coupe du Luxembourg, le club peine à retrouver son niveau d’antan, étant éliminé en quarts de finale en 2023 par l’US Mondorf, puis en huitièmes de finale la saison suivante par le FC Progrès Niederkorn, futur vainqueur de l’édition,.
En 2024-2025, Romain Ruffier, ancien gardien de but emblématique du RFCU, revient au club en jouant le double rôle de joueur et de directeur sportif,. Cette même saison, le Racing atteint les demi-finales de la Coupe du Luxembourg, où il est éliminé à domicile par le F91 Dudelange sur le score de trois buts à deux. Après trois ans sans coupe d'Europe, le club se qualifie en Ligue Europa Conférence lors de la dernière journée du championnat, terminant 4e de BGL Ligue,.

## Bilan sportif

### Palmarès
Le tableau suivant récapitule les performances du RFCU Luxembourg dans les différentes compétitions officielles luxembourgeoises.
| Compétitions nationales | Compétitions internationales |
| --- | --- |
| - BGL Ligue - Vice-champion : 2008 - Coupe du Luxembourg (2) - Vainqueur : 2018 et 2022 - Supercoupe du Luxembourg - Finaliste : 2018 - Promotion d'Honneur - Vice-champion : 2015 | - Ligue Europa (C3) - Meilleure performance : 1er tour en 2008 et 2018 - Ligue Conférence (C4) - Meilleure performance : 2e tour en 2022 |

### Bilan européen
Note : dans les résultats ci-dessous, le score du club est toujours donné en premier.
| Saison    | Compétition             | Tour            | Club                 | Domicile | Extérieur | Total  |
| --------- | ----------------------- | --------------- | -------------------- | -------- | --------- | ------ |
| 2008-2009 | Coupe UEFA              | Premier tour Q  | Kalmar FF            | 0 - 3    | 1 - 7     | 1 - 10 |
| 2018-2019 | Ligue Europa            | Premier tour Q  | Viitorul Constanța   | 0 - 2    | 0 - 0     | 0 - 2  |
| 2021-2022 | Ligue Europa Conférence | Premier tour Q  | Breiðablik Kópavogur | 2 - 3    | 0 - 2     | 2 - 5  |
| 2022-2023 | Ligue Europa Conférence | Deuxième tour Q | FK Čukarički         | 1 - 4    | 0 - 4     | 1 - 8  |
| 2025-2026 | Ligue Conférence        | Premier tour Q  | Dila Gori            | 1 - 2    | 0 - 1     | 1 - 3  |

Légende
- Victoire ou qualification pour le tour suivant
- Match nul
- Défaite ou élimination de la compétition

## Effectif actuel
Le tableau ci-dessous liste l'effectif professionnel du RFCU Luxembourg pour la saison 2024-2025.

## Identité et image

### Nom
| US Hollerich Bonnevoie (1909-1925) | US Hollerich Bonnevoie (1909-1925) | US Hollerich Bonnevoie (1909-1925) | US Hollerich Bonnevoie (1909-1925) | US Hollerich Bonnevoie (1909-1925) | US Hollerich Bonnevoie (1909-1925) |                              |                              | JS Verlorenkost (1912-1925) | JS Verlorenkost (1912-1925) | JS Verlorenkost (1912-1925) | JS Verlorenkost (1912-1925) | JS Verlorenkost (1912-1925)              | JS Verlorenkost (1912-1925) |  |  | Aris Bonnevoie (1922-2001) | Aris Bonnevoie (1922-2001) | Aris Bonnevoie (1922-2001) | Aris Bonnevoie (1922-2001) | Aris Bonnevoie (1922-2001) | Aris Bonnevoie (1922-2001) |                            |                            | CS Hollerech (1913-2001) | CS Hollerech (1913-2001) | CS Hollerech (1913-2001) | CS Hollerech (1913-2001) | CS Hollerech (1913-2001) | CS Hollerech (1913-2001) |  |  | SC Luxembourg (1908-1923) | SC Luxembourg (1908-1923) | SC Luxembourg (1908-1923) | SC Luxembourg (1908-1923) | SC Luxembourg (1908-1923)    | SC Luxembourg (1908-1923)    |                              |                              | Racing Club Luxembourg (1907-1923) | Racing Club Luxembourg (1907-1923) | Racing Club Luxembourg (1907-1923) | Racing Club Luxembourg (1907-1923) | Racing Club Luxembourg (1907-1923) | Racing Club Luxembourg (1907-1923) |  |  |  |  |  |  |  |  |  |  |  |  |  |  |  |  |  |  |  |  |  |  |  |  |  |  |  |  |  |  |  |  |  |  |  |  |  |  |
| US Hollerich Bonnevoie (1909-1925) | US Hollerich Bonnevoie (1909-1925) | US Hollerich Bonnevoie (1909-1925) | US Hollerich Bonnevoie (1909-1925) | US Hollerich Bonnevoie (1909-1925) | US Hollerich Bonnevoie (1909-1925) |                              |                              | JS Verlorenkost (1912-1925) | JS Verlorenkost (1912-1925) | JS Verlorenkost (1912-1925) | JS Verlorenkost (1912-1925) | JS Verlorenkost (1912-1925)              | JS Verlorenkost (1912-1925) |  |  | Aris Bonnevoie (1922-2001) | Aris Bonnevoie (1922-2001) | Aris Bonnevoie (1922-2001) | Aris Bonnevoie (1922-2001) | Aris Bonnevoie (1922-2001) | Aris Bonnevoie (1922-2001) |                            |                            | CS Hollerech (1913-2001) | CS Hollerech (1913-2001) | CS Hollerech (1913-2001) | CS Hollerech (1913-2001) | CS Hollerech (1913-2001) | CS Hollerech (1913-2001) |  |  | SC Luxembourg (1908-1923) | SC Luxembourg (1908-1923) | SC Luxembourg (1908-1923) | SC Luxembourg (1908-1923) | SC Luxembourg (1908-1923)    | SC Luxembourg (1908-1923)    |                              |                              | Racing Club Luxembourg (1907-1923) | Racing Club Luxembourg (1907-1923) | Racing Club Luxembourg (1907-1923) | Racing Club Luxembourg (1907-1923) | Racing Club Luxembourg (1907-1923) | Racing Club Luxembourg (1907-1923) |  |  |  |  |  |  |  |  |  |  |  |  |  |  |  |  |  |  |  |  |  |  |  |  |  |  |  |  |  |  |  |  |  |  |  |  |  |  |
|                                    |                                    |                                    |                                    |                                    |                                    |                              |                              |                             |                             |                             |                             |                                          |                             |  |  |                            |                            |                            |                            |                            |                            |                            |                            |                          |                          |                          |                          |                          |                          |  |  |                           |                           |                           |                           |                              |                              |                              |                              |                                    |                                    |                                    |                                    |                                    |                                    |  |  |  |  |  |  |  |  |  |  |  |  |  |  |  |  |  |  |  |  |  |  |  |  |  |  |  |  |  |  |  |  |  |  |  |  |  |  |
|                                    |                                    | Union Luxembourg (1925-2005)       | Union Luxembourg (1925-2005)       | Union Luxembourg (1925-2005)       | Union Luxembourg (1925-2005)       | Union Luxembourg (1925-2005) | Union Luxembourg (1925-2005) |                             |                             |                             |                             |                                          |                             |  |  |                            |                            | CS Alliance 01 (2001-2005) | CS Alliance 01 (2001-2005) | CS Alliance 01 (2001-2005) | CS Alliance 01 (2001-2005) | CS Alliance 01 (2001-2005) | CS Alliance 01 (2001-2005) |                          |                          |                          |                          |                          |                          |  |  |                           |                           |                           |                           | Spora Luxembourg (1923-2005) | Spora Luxembourg (1923-2005) | Spora Luxembourg (1923-2005) | Spora Luxembourg (1923-2005) | Spora Luxembourg (1923-2005)       | Spora Luxembourg (1923-2005)       |                                    |                                    |                                    |                                    |  |  |  |  |  |  |  |  |  |  |  |  |  |  |  |  |  |  |  |  |  |  |  |  |  |  |  |  |  |  |  |  |  |  |  |  |  |  |
|                                    |                                    | Union Luxembourg (1925-2005)       | Union Luxembourg (1925-2005)       | Union Luxembourg (1925-2005)       | Union Luxembourg (1925-2005)       | Union Luxembourg (1925-2005) | Union Luxembourg (1925-2005) |                             |                             |                             |                             |                                          |                             |  |  |                            |                            | CS Alliance 01 (2001-2005) | CS Alliance 01 (2001-2005) | CS Alliance 01 (2001-2005) | CS Alliance 01 (2001-2005) | CS Alliance 01 (2001-2005) | CS Alliance 01 (2001-2005) |                          |                          |                          |                          |                          |                          |  |  |                           |                           |                           |                           | Spora Luxembourg (1923-2005) | Spora Luxembourg (1923-2005) | Spora Luxembourg (1923-2005) | Spora Luxembourg (1923-2005) | Spora Luxembourg (1923-2005)       | Spora Luxembourg (1923-2005)       |                                    |                                    |                                    |                                    |  |  |  |  |  |  |  |  |  |  |  |  |  |  |  |  |  |  |  |  |  |  |  |  |  |  |  |  |  |  |  |  |  |  |  |  |  |  |
|                                    |                                    |                                    |                                    |                                    |                                    |                              |                              |                             |                             |                             |                             |                                          |                             |  |  |                            |                            |                            |                            |                            |                            |                            |                            |                          |                          |                          |                          |                          |                          |  |  |                           |                           |                           |                           |                              |                              |                              |                              |                                    |                                    |                                    |                                    |                                    |                                    |  |  |  |  |  |  |  |  |  |  |  |  |  |  |  |  |  |  |  |  |  |  |  |  |  |  |  |  |  |  |  |  |  |  |  |  |  |  |
|                                    |                                    |                                    |                                    |                                    |                                    |                              |                              |                             |                             |                             |                             | Racing FC Union Luxembourg (depuis 2005) |                             |  |  |                            |                            |                            |                            |                            |                            |                            |                            |                          |                          |                          |                          |                          |                          |  |  |                           |                           |                           |                           |                              |                              |                              |                              |                                    |                                    |                                    |                                    |                                    |                                    |  |  |  |  |  |  |  |  |  |  |  |  |  |  |  |  |  |  |  |  |  |  |  |  |  |  |  |  |  |  |  |  |  |  |  |  |  |  |

## Infrastructures

### Stade Achille-Hammerel (depuis 2005)

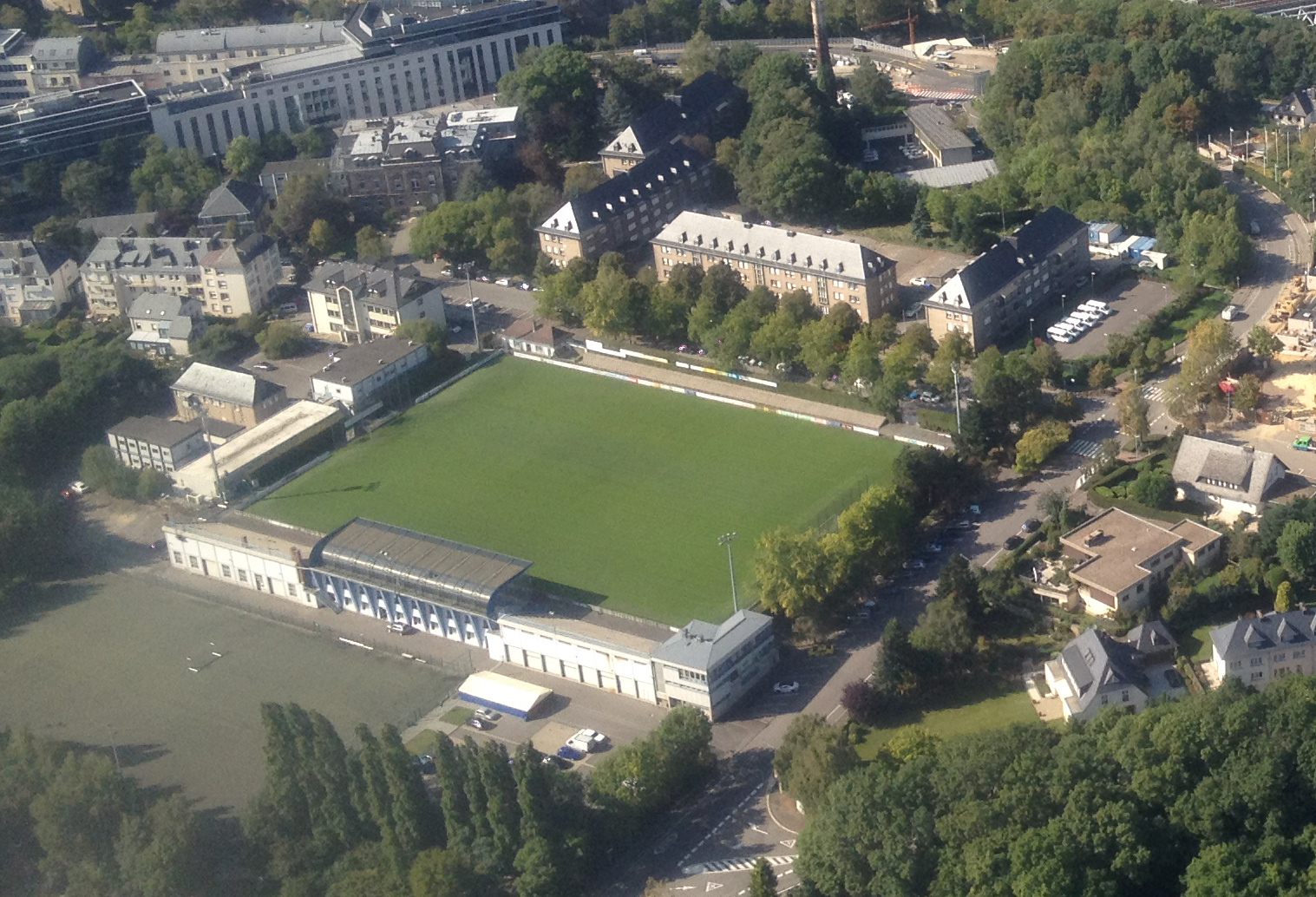
Le Stade Achille-Hammerel en vue aérienne

Inauguré en 1950, le Stade Achille-Hammerel est l'enceinte principale du RFCU Luxembourg depuis sa fondation en 2005. D'un capacité de 5 814 places, le stade est le 3e plus grand du Luxembourg en matière de football derrière le Stade de Luxembourg et le Stade du Thillenberg en capacité.
Le stade a également une importance culturelle notable. Le 6 juin 1971, il a été le théâtre du premier grand concert rock en plein air au Luxembourg, avec le groupe Deep Purple en tête d’affiche.